# Мотилі
Мотилі — колишнє село в Україні. Розташоване в Народицькому районі Житомирської області неподалік від білоруського кордону.
Підпорядковувалось Довголіській сільській раді. Виселено через радіоактивне забруднення внаслідок аварії на ЧАЕС. Населення в 1981 році — 80 осіб. Зняте з обліку 28 грудня 1990 року Житомирською обласною радою.